# Rancora serraticornis
Rancora serraticornis är en fjärilsart som beskrevs av Joseph Albert Lintner 1874. Rancora serraticornis ingår i släktet Rancora och familjen nattflyn. Inga underarter finns listade.